# Peter Bonfig
Peter Bonfig (* 1960) ist ein deutscher Architekt, Architekturfotograf, Industriedesigner und Hochschullehrer.

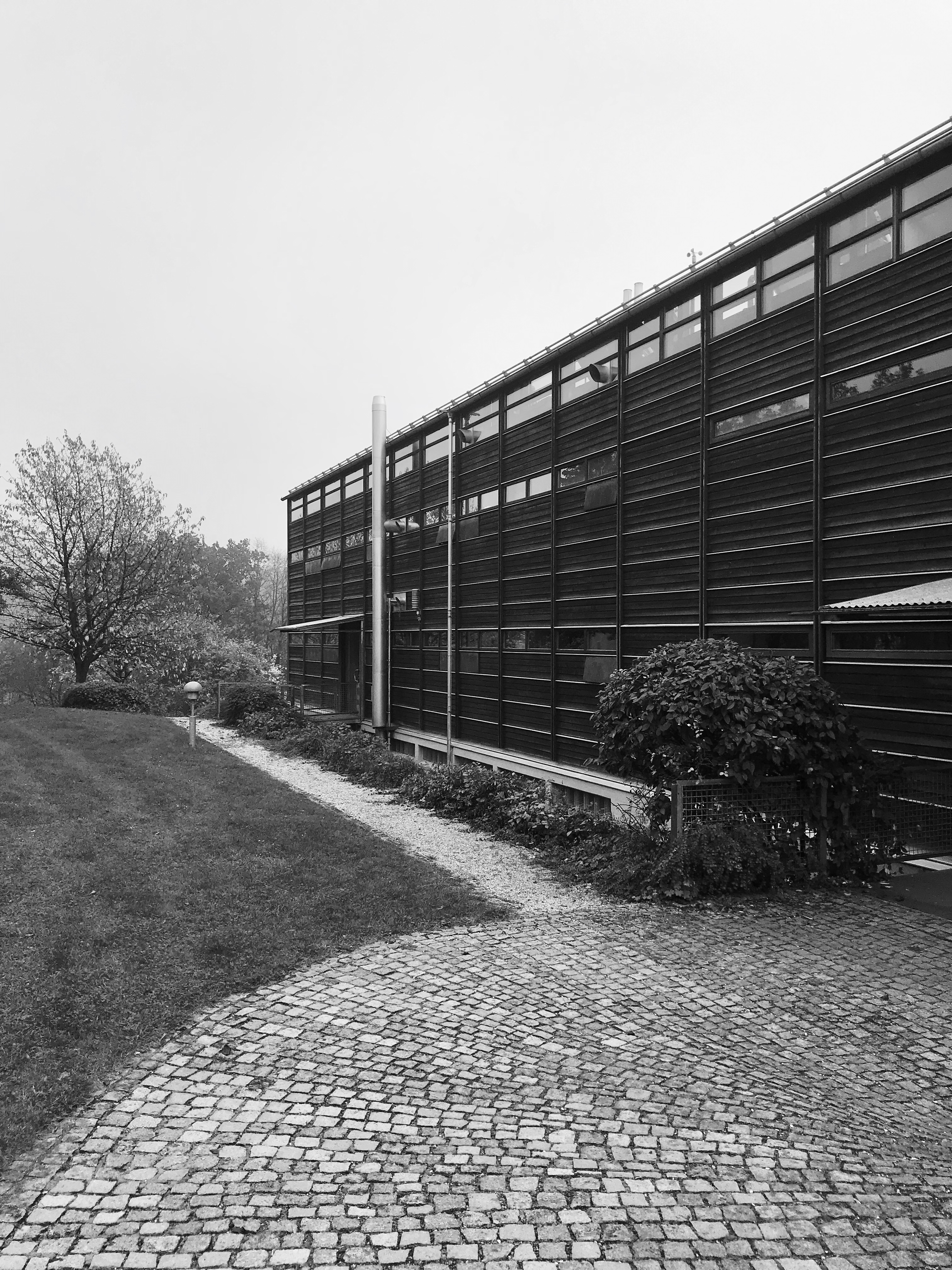
Abt-Gebhard-Haus, Windberg

## Werdegang
Peter Bonfig studierte von 1980 bis 1986 an der TU Braunschweig und der ETH Zürich und promovierte 2007 über Wirkungsmöglichkeiten von beweglichen Fassadenteilen aus nachwachsenden Rohstoffen bei Doktorvater Thomas Herzog an der TU München. Zwischen 1988 und 1993 arbeitete er mit Thomas Herzog in München zusammen, zw. 1990 und 2001 entwickelte er Möbelsysteme und Messestände und zwischen 1992 und 2004 arbeitete er als Architekturfotograf. Von 2008 bis 2009 war er Mitarbeiter bei BlighVollerNield Architecture in Melbourne.
Peter Bonfig lehrte an der Universität Stuttgart, der TU München, der Königlich Dänischen Kunstakademie Kopenhagen, der University of Texas at Austin, der TH Nürnberg und an der Hochschule für Technik Stuttgart.

## Werk

### Fotografie
- Abt-Gebhard-Haus des Klosters Windberg von Thomas Herzog, Landschaftsarchitektin Anneliese Latz und Ingenieur Julius Natterer
- Atelierhaus Herzog von Thomas Herzog und Ingenieur Sailer & Stephan
- Dietrich-Bonhoeffer-Kirche Kösching von Norbert Diezinger und Künstler Ólafur Eliasson[7][8]
- Maria Mutter des Erlösers Wemding von Karl Frey[9]
- Haus Huber, Leiterberg von Wilhelm und Maria Huber
- Seniorenwohnanlage Eichstätt von Wilhelm Huber und Erich Kessler[10]
- Low Budget Siedlung Regensburg von Fink + Jocher[11][12]
- Damaschkesiedlung Regensburg von Fink + Jocher[13]
- Stadtfuge Lindau von Fink + Jocher
- Pfarrhaus Neu-Ulm von Fink + Jocher

- Leonrodplatz Eichstätt von Andreas Mühlbauer und Lichtplaner Walter Bamberger[14][15]
- Max-Planck-Institut, München von Graf, Popp, Streib
- Pilgerheim Wemding von Karl-Heinz Schmitz[16]
- Information Centre, Kochel am See von Hauschild + Boesel Architekten[17]
- Pilotprojekt Kienestraße / Stadterneuerung Hasenbergl von Scheiblauer Neuleitner[18]
- Evangelisch-Lutherisches Pfarrhaus, Illertissen von Norbert Diezinger[19]

### Bauten
- 1987–1991: Gästehaus der Jugendbildungsstätte, Windberg mit Thomas Herzog, Landschaftsarchitektin Anneliese Latz und Ingenieur Julius Natterer[20]
- 1994: Atelierhaus Herzog, München mit Thomas Herzog und Ingenieur Sailer und Stephan

### Industriedesign
- 2002: Doktor I. bei Nils Holger Moormann[21]

## Preise
- 1991: BDA Preis Bayern für Gästehaus der Jugendbildungsstätte, Windberg
- 2000: Europäischer Dorferneuerungspreis für Gästehaus der Jugendbildungsstätte, Windberg[22]
- 2007: Stipendium der Dr. Marshall Stiftung für Wirkungsmöglichkeiten von beweglichen Fassadenteilen aus nachwachsenden Rohstoffen[23]

## Ausstellungen
- Galerie Z, München - Leonrodplatz Eichstätt von Andreas Mühlbauer[24]

## Bücher
- Jan Cremers, Peter Bonfig, David Offtermatt (Hrsg.): Kompakte Hofhäuser. Anleitung zu einem urbanen Gebäudetyp. Triest Verlag, Zürich 2020